# Power line communication
 For alternative betydninger, se PLC.
Power line communication eller power line carrier (PLC), også kendt som power line digital subscriber line (PDSL), mains communication, power line telecom (PLT), power line networking (PLN) – eller broadband over power lines (BPL) er systemer til at bære data på et elektrisk kabel, som samtidig anvendes til elektrisk energioverførsel.
En stor mængde af power line communication teknologier er nødvendig til forskellige anvendelser, lige fra hjemme-automation til internetadgang.
Elektrisk energi overføres over store afstande ved at anvende højspændingstransmissionslinjer, distribueret over middelstore spændinger, og anvendt i bygninger ved lavere spændinger. De fleste PLC-teknologier begrænser sig til et ledningsfase (såsom elnettet i en enkelt bygning/bolig), men nogle kan krydse mellem to niveauer (for eksempel, både distributionselnettet og bygning-/bolig-elnettet). Typisk forhindrer transformatorer PLC-signaludbredelsen, derfor kræves flere teknologier for at udgøre meget store datanet form. Forskellige datahastigheder og frekvenser anvendes i forskellige situationer.

## Grundlæggende
PLC fungerer ved at påtrykke en moduleret bærebølgesignal på elnettet. Forskellige typer af PLC anvender forskellige frekvensbånd, afhængig af det anvendte elnets signaltransmissionskarakteristikker. Da elnettet oprindelig var ment for overførsel af vekselstrøm ved typiske frekvenser på 50 eller 60Hz, vil elnetkredsløbet kun have begrænset evne til at formidle højere frekvenser. Udbredelsesproblemet er den begrænsende faktor for hver af PLC-typerne.